# The Ann Steel Album
The Ann Steel Album è il terzo album del compositore milanese Roberto Cacciapaglia, pubblicato originariamente nel 1979 dalla Durium e ripubblicato in versione rimasterizzata nel 2003 dalla Recording Arts.
L'album è dedicato dall'autore "alla vita e al lavoro di Guglielmo Marconi".
Dall'album venne estratto il singolo My time che partecipò al Festivalbar.

## Tracce
1. My Time
2. Find Your Way
3. Quiet Still
4. Sport et divertissement
5. Southafternoon
6. Sparking World
7. Portrait
8. Measurable Joys
9. Media
10. Sweet Life